# Elezioni parlamentari in Venezuela del 2005
Le elezioni parlamentari in Venezuela del 2005 si tennero il 4 dicembre per il rinnovo dell'Assemblea nazionale.

## Risultati
| Liste                           | Voti      | %     | Seggi |
| ------------------------------- | --------- | ----- | ----- |
| Movimento Quinta Repubblica     | 2.041.293 | 60,06 | 118   |
| Per la Democrazia Sociale       | 277.482   | 8,16  | 18    |
| Patria Per Tutti                | 197.459   | 5,81  | 10    |
| Partito Comunista del Venezuela | 94.606    | 2,78  | 7     |
| Altri                           | 787.727   | 23,18 | 10    |
| Seggi riservati e altri         | -         | -     | 4     |
| Totale                          | 3.398.567 | 100   | 167   |
| Voti non validi                 | 206.174   |       |       |
| Votanti                         | 3.604.741 |       |       |